# Erwin Ballabio
Erwin Ballabio (ur. 20 października 1918 w Bettlach, zm. 4 marca 2008 w Grenchen) – piłkarz szwajcarski grający na pozycji bramkarza. W reprezentacji Szwajcarii rozegrał 27 meczów.

## Kariera klubowa
Karierę piłkarską Ballabio rozpoczął w klubie FC Grenchen. Zadebiutował w nim w sezonie 1934/1935. Występował w nim niemal przez całą swoją karierę z przerwami na występy w: Lausanne Sports w sezonie 1940/1941 i w FC Thun w latach 1946-1948. W Grenchen występował do końca sezonu 1955/1956. W sezonach 1938/1939, 1939/1940 i 1941/1942 wywalczył z Grenchen wicemistrzostwo Szwajcarii.

## Kariera reprezentacyjna
W reprezentacji Szwajcarii Ballabio zadebiutował 12 lutego 1939 roku w wygranym 4:2 towarzyskim meczu z Portugalią, rozegranym w Lizbonie. Wcześniej, w 1938 roku, został powołany do kadry na mistrzostwa świata we Francji, na których był rezerwowym bramkarzem. Od 1939 do 1947 roku rozegrał w kadrze narodowej 27 meczów.

## Kariera trenerska
Po zakończeniu kariery piłkarskiej Ballabio został trenerem. W latach 1955–1965 prowadził FC Grenchen. W sezonie 1958/1959 doprowadził Grenchen do zdobycia Pucharu Szwajcarii i wywalczenia wicemistrzostwa kraju. W latach 1967–1969 był selekcjonerem reprezentacji Szwajcarii.